# Nepenthes khasiana
Nepenthes khasiana is een vleesetende bekerplant uit de familie Nepenthaceae. De soort is endemisch in India en komt vrijwel alleen voor in de Khasiheuvels in Meghalaya. Het peristoom van de vangbeker geeft een blauw fluorescerend licht, dat de plant gebruikt om 's nachts prooidieren te lokken.
De plant heeft een klein verspreidingsgebied en is hier zeldzaam. Desondanks bestaat er binnen de soort een grote genetische variatie.

## Volksnamen
In India worden veel volksnamen gebruikt. De Khasi in Meghalaya noemen de plant tiew-rakot, wat kan worden vertaald als 'duivelsbloem'. De Garo gebruiken de naam memang-koksi, wat letterlijk 'de mand van de duivel' betekent. De Biate in Assam noemen de plant jug-par ('kruikbloem') of loisul kola ('bekerplant').
... · 
N. alata · 
N. albomarginata · 
N. ampullaria · 
N. argentii · 
N. aristolochioides · 
N. attenboroughii · 
N. bicalcarata · 
N. bokorensis · 
N. bongso · 
N. boschiana · 
N. burkei · 
N. campanulata · 
N. chaniana · 
N. danseri · 
N. deaniana · 
N. densiflora · 
N. diatas · 
N. distillatoria · 
N. edwardsiana · 
N. ephippiata · 
N. gracilis · 
N. gymnamphora · 
N. hirsuta · 
N. inermis · 
N. insignis · 
N. jamban · 
N. khasiana · 
N. lamii · 
N. leyte · 
N. lingulata · 
N. lowii · 
N. macfarlanei · 
N. macrophylla · 
N. madagascariensis · 
N. masoalensis · 
N. maxima · 
N. mirabilis · 
N. monticola · 
N. northiana · 
N. ovata · 
N. peltata · 
N. pervillei · 
N. pitopangii · 
N. rafflesiana · 
N. rajah ·
N. rhombicaulis · 
N. rosea ·
N. sanguinea · 
N. sibuyanensis · 
N. spathulata · 
N. tenax · 
N. tenuis · 
N. veitchii ·
N. ventricosa ·
N. vieillardii ·
N. villosa · 
...